# Mecothrix omphalota
Mecothrix omphalota is een vlinder uit de familie van de visstaartjes (Nolidae). Deze soort is voor het eerst wetenschappelijk beschreven als Celama omphalota door George Francis Hampson in een publicatie uit 1903.
De soort komt voor in Gambia, Sierra Leone, Ivoorkust, Ghana, Nigeria, Ethiopië, Congo-Kinshasa en Tanzania.